# Tiomila

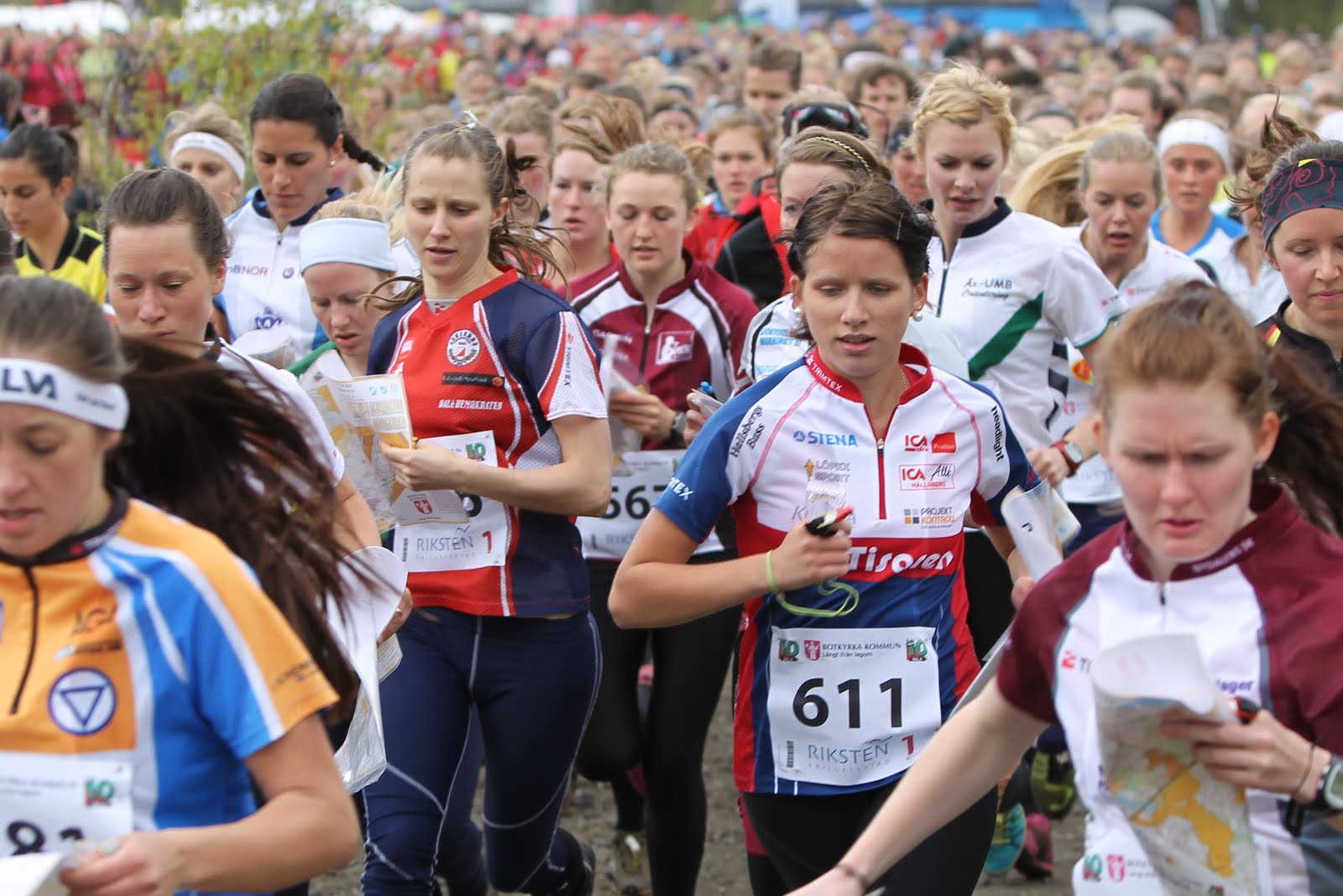
Start des Frauenrennens 2011

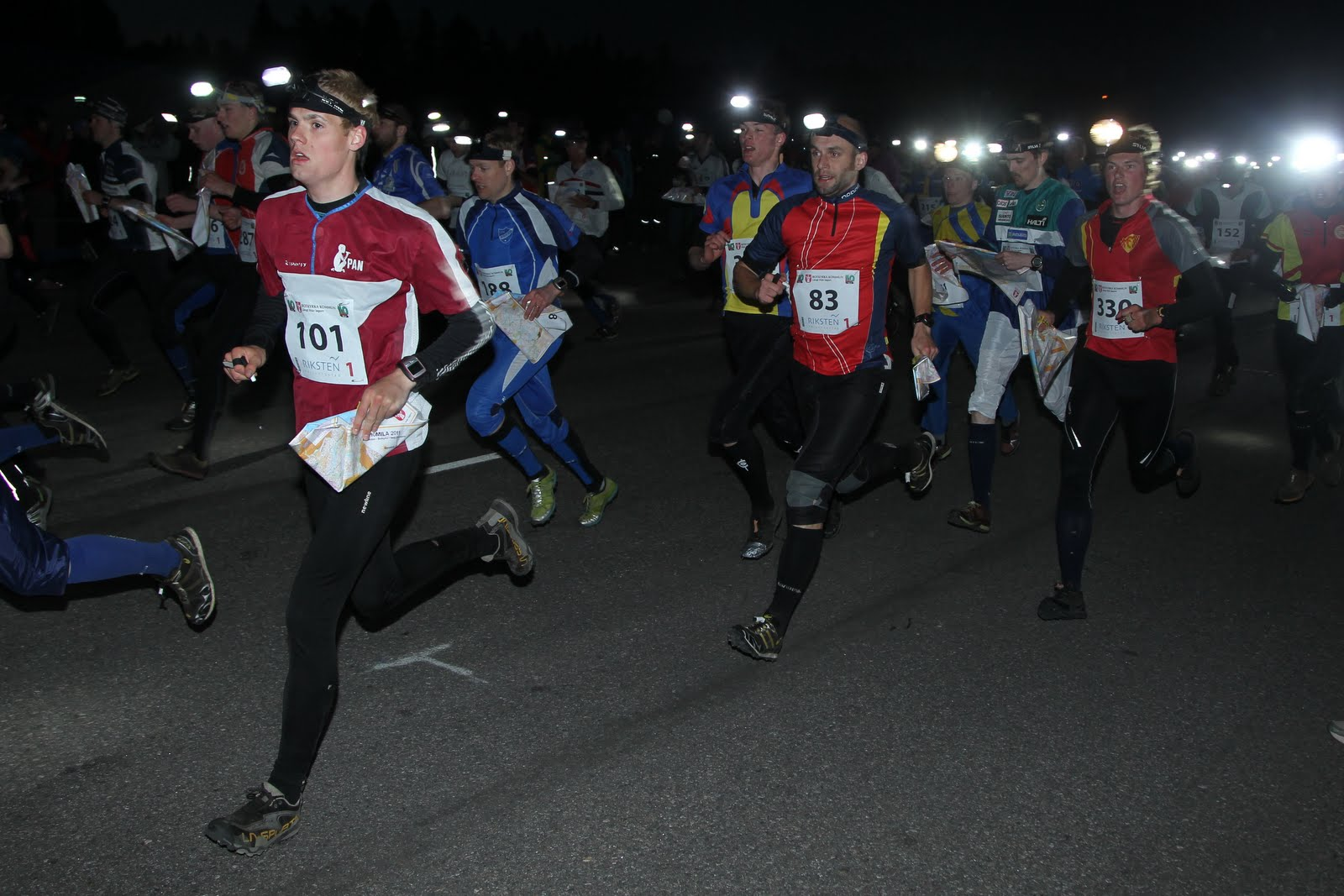
Start des Männerrennens 2011

Die Tiomila (auch 10Mila geschrieben) ist ein Orientierungslauf-Staffelwettbewerb in Schweden. Der Wettkampf wird seit 1945 jährlich an wechselnden Orten durchgeführt und ist somit traditionsreicher als die Jukola-Staffel in Finnland. 1977 wurde erstmals ein Wettkampf für Damen ausgetragen.
Der Name Tiomila ist schwedisch für „zehn (schwedische) Meilen“ (100 km) und bezieht sich auf die ungefähre Distanz, die von jeder Staffel zurückgelegt werden muss.
Eine 10Mila-Staffel besteht aus zehn Läufern, die sowohl am Tag als auch in der Nacht an den Start gehen. Im Damenwettlauf bestehen die Staffeln aus fünf Läuferinnen, die ihre Teilstrecken alle am Tag laufen.
Rekordsieger bei den Herren ist die norwegische Mannschaft Halden SK mit zehn Siegen.

## Siegerliste Herren
| Jahr | Austragungsort                 | Verein                         | Läufer |
| ---- | ------------------------------ | ------------------------------ | --- |
| 1945 | Uppsala -> Enebyberg           | SoIK Hellas                    | Olle Oldaeus, Lars Åkerlind, Holger Thorsson, Åke Ivarsson, Stig Hedenström, Arne Marténg, Gösta Pettersson, Arne Nyhammar, Folke Gustafsson, Erik Sjölander                       |
| 1946 | Gripshoms slott -> Älvsjöbadet | IF Goterna                     | Olle Svensson, Arne Tivander, Lennart Sundström, Holger Lind, Arne Malmberg, Rudolf Österlund, Nils Lundström, Hans Hedlund, Nils Kinnestrand, Nils Wåhlén                         |
| 1947 | Uppsala -> Helenelund          | Matteuspojkarna                | Bengt Johansson, Curt Kjerrström, Per Högfeldt, Allan Lindgren, Curt Högfeldt, Arne Roos, Eskil Svensson, Gunnar Bergman, Ivan Nordenstad, Bengt Törnkvist                         |
| 1948 | Nynäs -> Mälarhöjden           | Skogsuvarnas IK                | Rune Bergendahl, Alf Pettersson, Tage Sundin, Olle Sjöberg, Sten Björkman, Lars Hagberg, Georg Åreby, Gösta Norling, Gunnar Faringer, Börje Lundkvist                              |
| 1949 | Norrtälje -> Hägernäs          | Turebergs IF                   | Erik Wiklander, John Majling, Stig Dahlberg, Folke Andersson, Lars Andersson, Ingemar Karlsson, Per Pettersson, Arne Schön, Karl-Axel Jansson, Malte Larsson                       |
| 1950 | Sala -> Läby Vad               | OK Fyrismalm                   | Rune Holmqvist, Ingemar Taxén, Bertil Thor, Hans Hansson, Kalle Nelin, Lennart Jansson, Gösta Roosling, Erik Eriksson, Alvar Andersson, Henry Pettersson                           |
| 1951 | Trosa -> Södertälje            | IFK Lidingö                    | Anders Wretman, Åke Gustavsson, Arthur Viker, Nils Lundström, Axel Jacobson, Åke Sundqvist, Lars Bjellerstedt, Gunnar Bergström, Ragnar Andersson, Marthe Andersson                |
| 1952 | Tyresö -> Tullinge             | SoIK Hellas                    | Lars Åkerlind, Åke Ivarsson, Bengt Åhman, Holger Thorsson, Per-Otto Lundblad, Lars Ottosson, Arne Nyhammar, Gunnar Olsson, Arne Marténg, Stig Sjökvist                             |
| 1953 | Malmköping -> Bränninge        | Arboga OK                      | Lennart Fredriksson, Torsten Andersson, Nils Jansson, Nils Andersson, Bertil Olsson, Olle Eriksson, Atle Persson, Hans Lindin, Gunnar Molander, Lennart Öberg                      |
| 1954 | Enebyberg -> Gamla Uppsala     | Helsingin Suunnistajat         | Einar Virtanen, Matti Niemi, Ilmo Hakkarainen, Erkki Kupiainen, Juhani Hämäläinen, Arvo Ek, Olavi Mäenpää, Erkki Aro, Tapio Haarma, Juhani Salmenkylä                              |
| 1955 | Tveta -> Saltskog              | Arboga OK                      | Atle Persson, Lennart Fredriksson, Bertil Olsson, Olle Eriksson, Gunnar Molander, Arvid Imark, Torsten Andersson, Lennart Götelid, Hans Lindin, Lennart Öberg                      |
| 1956 | Barkarby -> Knivsta            | IF Thor                        | Sune Lindberg, Sture Westin, Rolf Ohlström, Bengt Bönnemark, Olle Bönnemark, Folke Lindberg, Nils Gustavsson, Åke Falkenström, Tore Jonsson, Karl-Olov Pettersson                  |
| 1957 | Rådmansö -> Åkersberga         | IFK Hedemora                   | Valter Persson, John Gunnarsson, Henning Arvidsson, Ingvar Arvidsson, Lennart Strandberg, Bengt Sjögren, Sven Gustafson, Pontus Carlson, John Johansson, Bertil Norman             |
| 1958 | Flen -> Nyköping               | Nyköpings SK                   | Karl-Axel Nordkvist, Sten Åhlin, Biger Carlborg, Rune Tidsjö, Kurt Thorén, Olle Pettersson, Gösta Sundström, Tage Carlsson, Kalle Johansson, Gunnar Ericsson                       |
| 1959 | Rimbo -> Länna bruk            | Stockholms OK                  | Ingvar Bernhardsson, Folke Heidemo, Gösta Ahl, Gösta Salomonsson, Arne Reger, Patrik Frisk, K.-G. Jansson, Bengt Lorichs, Tage Olsson, Gunnar Pettersson                           |
| 1960 | Eskilstuna -> Mariefred        | IFK Hedemora                   | Ingemar Johansson, Henning Arvidsson, Helge Norman, Haldo Hansson, Bertil Norman, Allan Eriksson, Hans Gretas, Karl Johansson, Anders Morelius, Sven Gustavsson                    |
| 1961 | Edsviken -> Norrtälje          | Södertälje IF                  | Jarl Sandh, Bertil Eriksson, Birger Olofsson, Nils Magnusson, Bernt Karlson, Sven Spjuth, Helmer Gustafsson, Gunnar Carlander, Åke Johansson, Ingvar Törnström                     |
| 1962 | nicht ausgetragen              | nicht ausgetragen              | nicht ausgetragen |
| 1963 | Sjösa -> Trosa                 | Rotebro IS                     | |
| 1964 | Mölnbo -> Malma hed            | Stora Tuna IK                  | |
| 1965 | Hälleforsnäs -> Strängnäs      | OK Malmia                      | |
| 1966 | Östra Kolmården                | Tierps IF                      | |
| 1967 | Riala                          | Kristinehamns OK               | |
| 1968 | Riksten                        | Järfälla OK                    | |
| 1969 | Åkers styckebruk               | IK Hakarpspojkarna             | |
| 1970 | Järna                          | IK Hakarpspojkarna             | |
| 1971 | Bogesund                       | IK Fyris                       | |
| 1972 | Södertörn                      | Järfälla OK                    | |
| 1973 | Mariefred                      | Ludvika OK                     | |
| 1974 | Sorunda                        | IK Hakarpspojkarna             | |
| 1975 | Vallentuna                     | Hagaby GoIF                    | |
| 1976 | Riala                          | Hagaby GoIF                    | |
| 1977 | Tyresta                        | OK Ravinen                     | |
| 1978 | Fiskeså                        | Gustavsbergs IF                | |
| 1979 | Enhörna                        | OK Ravinen                     | |
| 1980 | Ösmo                           | Gustavsbergs IF                | |
| 1981 | Tranbygge                      | OK Ravinen                     | |
| 1982 | Eskilstuna                     | Liedon Parma                   | |
| 1983 | Skeppsta bruk                  | Kalevan Rasti                  | |
| 1984 | Rörkens motorstadion           | Tullinge SK                    | |
| 1985 | Dunker                         | Almby IK                       | |
| 1986 | Rikstens gård, Botkyrka        | IFK Södertälje                 | |
| 1987 | Gimo                           | Pan-Önos                       | |
| 1988 | Mamköping                      | Malmby IF                      | |
| 1989 | Bogesund                       | OK Tyr                         | |
| 1990 | Norrtälje                      | OK Tyr                         | |
| 1991 | Ånhammar                       | Angelniemen Ankkuri            | |
| 1992 | Sorunda                        | IFK Södertälje                 | |
| 1993 | Österbybruk                    | IFK Södertälje                 | |
| 1994 | Hälleforsnäs                   | Turun Suunnistajat             | |
| 1995 | Riala                          | IK Hakarpspojkarna             | |
| 1996 | Salinge Gård                   | IFK Södertälje                 | Panu Piiparinen, Gunnar Eriksson, Kari Enckell, Lennart Borg, Magnus Grahn, Johan Sunden, Mats Hellstadius, Pontus Jonsson, Michael Wehlin, Allan Mogensen                         |
| 1997 | Eskilstuna                     | Bækkelagets SK                 | Erik Paulsrud, Yngvar Christiansen, Truls Veslum, Anders Storbråten, Jan S. Edström, Jarle Gullaksen, Bo Engdahl, Johan Ivarsson, Allan Mogensen, Bjørnar Valstad                  |
| 1998 | Haninge                        | Halden SK                      | Dickie Jones, Torgeir Snilsberg, Pål Backström, Joacim Carlsson, Helmer Westlund, Thormod Berg, Tore Sandvik, Petter Thoresen, Bernt Bjørnsgaard, Kjetil Bjørlo                    |
| 1999 | Enköping                       | Halden SK                      | Jon Duncan, Dickie Jones, Urs Flühmann, Thormod Berg, Torgeir Snilsberg, Helmer Westlund, Tore Sandvik, Bernt Björnsgård, Kjetil Björlo, Petter Thoresen                           |
| 2000 | Stjärnhov                      | Halden SK                      | Thormod Berg, Dickie Jones, Torgeir Snilsberg, Helmer Westlund, Øystein Kristiansen, Chris Terkelsen, Jarkko Huovila, Tore Sandvik, Kjetil Bjørlo, Bernt Bjørnsgaard               |
| 2001 | Strängnäs flygfält             | Bækkelagets SK                 | Daniel Marston, Jonn Are Myhren, Hans Olof Amblie, Jim Øystein Nybråten, Jørn Sundby, Johan Ivarsson, Thormod Berg, Bernt Bjørnsgaard, Holger Hott Johansen, Bjørnar Valstad       |
| 2002 | Surahammar                     | Halden SK                      | Jon Duncan, Bjørn Eriksen, Joacim Carlsson, Øystein Kristiansen, Torgeir Snilsberg, Petter Thoresen, Kjetil Bjørlo, Mats Haldin, Jarkko Huovila, Tore Sandvik                      |
| 2003 | Kungsör                        | Halden SK                      | Marián Dávidík, Andreas Johansson, Jon Duncan, Petter Thoresen, Øystein Kristiansen, Tore Sandvik, Kjetil Bjørlo, Jarkko Huovila, Mats Haldin, Emil Wingstedt                      |
| 2004 | Kolmården                      | Halden SK                      | Bjørn Eriksen, Joacim Carlsson, Øyvind Helgerud, Kjetil Bjørlo, Jarkko Huovila, Petter Thoresen, Emil Wingstedt, Øystein Kristiansen, Tore Sandvik, Mats Haldin                    |
| 2005 | Kungsängen                     | Södertälje-Nykvarn Orientering | Pål Skogtjärn, Isak Bergman, Jens Molin, Michael Wehlin, Mathias Gilgien, Daniel Blohm, Anders Axelsson, Jon-Are Myhren, Niclas Jonasson, Petr Losman                              |
| 2006 | Hallsberg                      | Halden SK                      | Marius Bjugan, Andreas Johanson, Petter Thoresen, Tore Sandvik, Mattias Karlsson, Erik Axelsson, Emil Wingstedt, Marián Dávidík, Jarkko Huovila, Mats Haldin                       |
| 2007 | Eskilstuna                     | Halden SK                      | Andreas Johansson, Sindre Saksæther, Erik Axelsson, Tore Sandvik, Mattias Karlsson, Marius Bjugan, Mats Haldin, Lukas Bartak, Emil Wingstedt                                       |
| 2008 | Sigtuna                        | Kristiansand OK                | Andreas Höye, Arild Nomeland, Eirik Svensen, Rasmus Djurhuus, Ivar Haugen, Jostein Andersen, Baptiste Rollier, Holger Hott, Damien Renard, Daniel Hubmann                          |
| 2009 | Perstorp/Klippan               | Kristiansand OK                | Audun Bjerkreim Nilsen, Eirik Svensen, Rasmus Djurhuus, Øystein Petersen, Jostein Andersen, Baptiste Rollier, Christian Bobach, Holger Hott, Daniel Hubmann                        |
| 2010 | Finspång                       | Kalevan Rasti                  | Miika Hernelahti, Aaro Asikainen, Jan Prochazka, Tommi Tölkkö, Hannu Airila, Jere Pajunen, Adam Chromy, Philippe Adamski, Fabian Hertner, Thierry Gueorgiou                        |
| 2011 | Riksten, Tullinge, Stockholm   | Kalevan Rasti                  | Miika Hernelahti, Hannu Airila, Jere Pajunen, Adam Chromy, Simo Martomaa, Jan Prochazka, Philippe Adamski, Fabian Hertner, Thierry Gueorgiou                                       |
| 2012 | Kvarn, Östergötland            | Halden SK                      | Mats Haldin, Jon Pedersen, Erik Axelsson, Vincent Coupat, Marcus Millegård, Emil Wingstedt, Mattias Karlsson, Magne Dæhli, Søren Bobach, Olav Lundanes                             |
| 2013 | Stockholm                      | Kalevan Rasti                  | Kiril Nikolow, Antti Nurmonen, Simo-Pekka Fincke, Jere Pajunen, Jarkko Huovila, Hannu Airila, Fabian Hertner, Philippe Adamski, Jan Prochazka, Thierry Gueorgiou                   |
| 2014 | Eksjö                          | Kalevan Rasti                  | Kiril Nikolow, Juuso Metsälä, Jere Pajunen, Hannu Airila, Aaro Asikainen, Philippe Adamski, Adam Chromy, Thierry Gueorgiou, Fabian Hertner, Jan Prochazka                          |
| 2015 | Skepptuna                      | IFK Göteborg                   | Andreas Sølberg, Jonas Pilblad, François Gonon, Simon Smedberg, Vetle Ruud Bråten, Tobias Noborn, Thor Nørskov, Johan Högstrand, Søren Schwartz, Eskil Kinneberg                   |
| 2016 | Falun                          | Södertälje-Nykvarn OF          | Bartosz Pawlak, Kent Ohlsson, Ivar Lundanes, Andreu Blanes Reig, Erik Liljequist, Rickard Ohlsson, Jakob Enmark, Ralph Street, Eric Börjeskog, Jonas Leandersson                   |
| 2017 | Göteborg                       | IFK Göteborg                   | Andreas Sølberg, Fredrik Edén, Morten Jarvis Westergård, Johan Högstrand, Marius Thrane Ødum, Jonas Pilblad, Vetle Ruud Bråten, Max Peter Bejmer, Eskil Kinneberg, Fredrik Bakkman |
| 2018 | Nynäshamn                      | IFK Göteborg                   | Morten Jarvis Westergård, Fredrik Edén, Anders Carlsson, Johan Högstrand, Jonas Pilblad, Jens Wängdahl, Vetle Ruud Bråten, Max Peter Bejmer, Fredrik Bakkman, Eskil Kinneberg      |
| 2019 | Glimåkra                       | IFK Göteborg                   | Håvard Sandstad Eidsmo, Fredrik Edén, Jonas Pilblad, Fredrik Bakkman, Johan Högstrand, Vetle Ruud Bråten, Jens Wängdahl, Kasper Fosser, Eskil Kinneberg, Max Peter Bejmer          |

### Erfolgreichste Vereine
| Verein                         | Siege |                                                      |
| ------------------------------ | ----- | ---------------------------------------------------- |
| Halden SK                      | 9     | 1998, 1999, 2000, 2002, 2003, 2004, 2006, 2007, 2012 |
| Kalevan Rasti                  | 5     | 1983, 2010, 2011, 2013, 2014                         |
| IFK Göteborg                   | 4     | 2015, 2017, 2018, 2019                               |
| IK Hakarpspojkarna             | 4     | 1969, 1970, 1974, 1995                               |
| IFK Södertälje                 | 4     | 1986, 1992, 1993, 1996                               |
| OK Ravinen                     | 3     | 1977, 1979, 1981                                     |
| SoIK Hellas                    | 2     | 1945, 1952                                           |
| Arboga OK                      | 2     | 1953, 1955                                           |
| IFK Hedemora                   | 2     | 1957, 1960                                           |
| Järfälla OK                    | 2     | 1968, 1972                                           |
| Hagaby GoIF                    | 2     | 1975, 1976                                           |
| Gustavsbergs IF                | 2     | 1978, 1980                                           |
| OK Tyr                         | 2     | 1989, 1990                                           |
| Bækkelagets SK                 | 2     | 1997, 2001                                           |
| Södertälje-Nykvarn Orientering | 2     | 2005, 2016                                           |
| Kristiansand OK                | 1     | 2006, 2007                                           |
| IF Goterna                     | 1     | 1946                                                 |
| Matteuspojkarna                | 1     | 1947                                                 |
| Skogsuvarnas IK                | 1     | 1948                                                 |
| Turebergs IF                   | 1     | 1949                                                 |
| OK Fyrismalm                   | 1     | 1950                                                 |
| IFK Lidingö                    | 1     | 1951                                                 |
| Helsingin Suunnistajat         | 1     | 1954                                                 |
| IF Thor                        | 1     | 1956                                                 |
| Nyköpings SK                   | 1     | 1958                                                 |
| Stockholms OK                  | 1     | 1959                                                 |
| Södertälje IF                  | 1     | 1961                                                 |
| Rotebro IS                     | 1     | 1963                                                 |
| Stora Tuna IK                  | 1     | 1964                                                 |
| OK Malmia                      | 1     | 1965                                                 |
| Tierps IF                      | 1     | 1966                                                 |
| Kristinehamns OK               | 1     | 1967                                                 |
| IK Fyris                       | 1     | 1971                                                 |
| Ludvika OK                     | 1     | 1973                                                 |
| Liedon Parma                   | 1     | 1982                                                 |
| Tullinge SK                    | 1     | 1984                                                 |
| Almby IK                       | 1     | 1985                                                 |
| Pan-Önos                       | 1     | 1987                                                 |
| Malmby IF                      | 1     | 1988                                                 |
| Angelniemen Ankkuri            | 1     | 1991                                                 |
| Turun Suunnistajat             | 1     | 1994                                                 |

## Siegerliste Damen
| Jahr | Austragungsort               | Verein                    | Läuferinnen                                                                                              |
| ---- | ---------------------------- | ------------------------- | --- |
| 1977 | Tyresta                      | Gävle OK                  | |
| 1978 | Fiskeså                      | IK Jarl                   | |
| 1979 | Enhörna                      | OK Ravinen                | |
| 1980 | Ösmo                         | OK Ravinen                | |
| 1981 | Tranbygge                    | OK Ravinen                | |
| 1982 | Eskilstuna                   | Stora Tuna IK             | |
| 1983 | Skeppsta bruk                | Romerikslaget             | |
| 1984 | Rörkens motorstadion         | Stora Tuna IK             | |
| 1985 | Dunker                       | NTHI                      | |
| 1986 | Rikstens gård, Botkyrka      | NTHI                      | |
| 1987 | Gimo                         | NTHI                      | |
| 1988 | Mamköping                    | Tullinge SK               | |
| 1989 | Bogesund                     | IFK Södertälje            | |
| 1990 | Norrtälje                    | Tampereen Pyrintö         | |
| 1991 | Ånhammar                     | Tampereen Pyrintö         | |
| 1992 | Sorunda                      | NTHI                      | |
| 1993 | Österbybruk                  | Tullinge SK               | |
| 1994 | Hälleforsnäs                 | Hämeenlinnan Suunnistajat | |
| 1995 | Riala                        | Sundsvalls OK             | |
| 1996 | Salinge Gård                 | Sundsvalls OK             | Annika Andersson, Karin Noborn, Karin Hellman, Katarina Allberg, Annika Zell                             |
| 1997 | Eskilstuna                   | Bækkelagets SK            | Ragnhild Myrvold, Torunn Fossli Sæthre, Hanne Sandstad, Yvette Hague, Hanne Staff                        |
| 1998 | Haninge                      | Bækkelagets SK            | Ragnhild Myrvold, Aasne Hoksrud, Isa Heggedal, Yvette Hague, Hanne Staff                                 |
| 1999 | Enköping                     | Pargas IF                 | Ingela Mattsson, Yvonne Gunell, Hanna Heiskanen, Sanna Nymalm, Eija Koskivaara                           |
| 2000 | Stjärnhov                    | Domnarvets GoIF           | Mia Bergfält, Eva Juřeníková, Annika Björk, Arja Hannus, Karolina Arewång                                |
| 2001 | Strängnäs flygfält           | Kalevan Rasti             | Monica Boström, Heidi Liljeström, Katalin Oláh, Kirsi Boström, Johanna Asklöf                            |
| 2002 | Surahammar                   | Halden SK                 | Kaisa Salminen, Ragnhild Bente Andersen, Käthi Widler, Maria Hoffman, Heather Monro                      |
| 2003 | Kungsör                      | Turun Suunnistajat        | Bohdana Terova, Johanna Seppänen, Johanna Ryynänen, Vroni König-Salmi, Simone Luder                      |
| 2004 | Kolmården                    | Ulricehamns OK            | Stina Grenholm, Martina Fritschy, Alexandra Vejedal, Jenny Johansson, Simone Niggli-Luder                |
| 2005 | Kungsängen                   | Domnarvets GoIF           | Elin Dahlin, Zuzana Macuchova, Eva Jurenikova, Dana Brožková, Karolina Arewång-Højsgaard                 |
| 2006 | Hallsberg                    | Nydalens SK               | Ellen Moen, Lena Moe, Annika Zell, Elisabeth Ingvaldsen, Marianne Andersen                               |
| 2007 | Eskilstuna                   | SoIK Hellas               | Larissa Stantschenko, Capucine Vercelotti, Kristina Rybakovaite, Irina Petrowa, Tatjana Rjabkina         |
| 2008 | Sigtuna                      | Stora Tuna IK             | Lena Gillgren, Anna Mårsell, Juliette Soulard, Emma Engstrand, Lena Eliasson                             |
| 2009 | Perstorp/Klippan             | Halden SK                 | Celine Dodin, Vendula Klechova, Ida Marie Næss Bjørgul, Kajsa Nilsson, Anne Margrethe Hausken            |
| 2010 | Finspång                     | IFK Lidingö               | Elisabeth Hansson, Malin Sand, Annica Gustafsson, Signe Søes, Annika Billstam                            |
| 2011 | Riksten, Tullinge, Stockholm | Tampereen Pyrintö         | Venla Niemi, Riina Kuuselo, Heidi Haapasalo, Saila Kinni, Anni-Maija Fincke                              |
| 2012 | Kvarn, Östergötland          | Halden SK                 | Vendula Klechova, Bodil Holmström, Ida Marie Næss Bjørgul, Mari Fasting, Anne Margrethe Hausken Nordberg |
| 2013 | Stockholm                    | Domnarvets GoIF           | Karolina Arewång-Højsgaard, Dana Brožková, Johanna Lindberg, Emma Johansson, Lena Eliasson               |
| 2014 | Eksjö                        | OK Pan Århus              | Miri Thrane Ødum, Ita Klingenberg, Ida Bobach, Maja Alm, Signe Søes                                      |
| 2015 | Skepptuna                    | Domnarvets GoIF           | Elin Dahlin, Karolina Højsgaard, Dana Safka Brozkova, Lena Eliasson, Emma Johansson                      |
| 2016 | Falun                        | OK Pan Århus              | Signe Søes, Stine Bagger Hagner, Josefine Lind, Ida Bobach, Maja Alm                                     |
| 2017 | Göteborg                     | Stora Tuna OK             | Anna Mårsell, Magdalena Olsson, Julia Gross, Frida Sandberg, Tove Alexandersson                          |
| 2018 | Nynäshamn                    | Järla OK                  | Stina Haraldsson, Emma Klingenberg, Sara Sjökvist, Elin Hemmyr Skantze, Karolin Ohlsson                  |
| 2019 | Glimåkra                     | Tampereen Pyrintö         | Lotta Karhola, Anni-Maija Fincke, Simona Aebersold, Saila Kinni, Venla Harju                             |

### Erfolgreichste Vereine
| Verein                    | Siege |                        |
| ------------------------- | ----- | ---------------------- |
| Domnarvets GoIF           | 4     | 2000, 2005, 2013, 2015 |
| NTHI                      | 4     | 1985, 1986, 1987, 1992 |
| Stora Tuna IK             | 4     | 1982, 1984, 2008, 2017 |
| Tampereen Pyrintö         | 4     | 1990, 1991, 2011, 2019 |
| OK Ravinen                | 3     | 1979, 1980, 1981       |
| Halden SK                 | 3     | 2002, 2009, 2012       |
| Tullinge SK               | 2     | 1988, 1993             |
| Sundsvalls OK             | 2     | 1995, 1996             |
| Bækkelagets SK            | 2     | 1997, 1998             |
| Gävle OK                  | 1     | 1977                   |
| IK Jarl                   | 1     | 1978                   |
| Romerikslaget             | 1     | 1983                   |
| IFK Södertälje            | 1     | 1989                   |
| Hämeenlinnan Suunnistajat | 1     | 1994                   |
| Pargas IF                 | 1     | 1999                   |
| Kalevan Rasti             | 1     | 2001                   |
| Turun Suunnistajat        | 1     | 2003                   |
| Ulricehamns OK            | 1     | 2004                   |
| Nydalens SK               | 1     | 2006                   |
| SoIK Hellas               | 1     | 2007                   |
| IFK Lidingö               | 1     | 2010                   |
| OK Pan Århus              | 1     | 2014                   |